# Molí de Constantí
El Molí de Constantí és una obra de Constantí (Tarragonès) protegida com a Bé Cultural d'Interès Local.

## Descripció
Conjunt de diverses edificacions que contenen la part antiga del molí original i les ampliacions de segles posteriors. El molí és un dels que està en més bon estat de tots els que estaven accionats per aigua en aquesta zona. Generalment s'utilitza per moldre blat.

## Història
L'origen del molí de Constantí data de finals del segle xiv, ha patit, però, ampliacions diverses al llarg del temps. Fou propietat de l'arquebisbat fins al 1688, a partir d'aquesta època passà a ser propietat de la vila de Constantí, amb diferents arrendataris. A finals del segle xix l'edifici es va eixamplar per la banda nord i s'hi ubicà un molí d'oli, que més tard servirà per triturar sofre, en comptes d'usar energia hidràulica s'usen mules per moure el molí.
Ha passat per molts arrendadors i persones, entre ells, l'arquebisbe Ènnec de Vallterra, el qual ocupà la seu tarragonina entre els anys 1380 i 1407, any de la seva mort. Després va ser arrendat per Milta, el 1688, l'arquebisbe Josep Sanchís va cedir el molí a la universitat i vila de Constantí, a canvi de 18 dobles d'or pagades el 29 d'agost. Setze anys més tard (1704) consta com a moliner Josep March, natural de Vila-Rodona. Hi ha molts més descendents i arrendadors que es beneficiaren d'aquest patrimoni.